# Menander thalassicus
Menander thalassicus is een vlindersoort uit de familie van de prachtvlinders (Riodinidae), onderfamilie Riodininae.
Menander thalassicus werd in 1992 beschreven door Brévignon & Gallard.